# Splatnost
Splatnost označuje datum nebo čas, do kterého je dlužník povinen uhradit svůj peněžitý závazek. Nedodržení stanoveného termínu (tzv. prodlení) může být určitým způsobem penalizováno, například nutností zaplatit penále, smluvní pokutu nebo úrok z prodlení.
V případě hrazení závazku ve více splátkách se uvažuje o splatnosti jednotlivých splátek. Pokud plátce nedodržuje stanovený splátkový kalendář, může věřitel provést tzv. zesplatnění úvěrové pohledávky, kdy prohlásí zbývající dlužnou částku včetně úroků a případných souvisejících poplatků za splatnou. I v případě, že se věřitel a dlužník domluví na splátkovém kalendáři, většinou se dluh stále navyšuje o 0,05 % z dlužné částky za každý den prodlení. Klasickým příkladem takového postupu je třeba prodlení s placením povinného pojistného nebo při nezaplacení účtů za energie.